# Theope bacenis
Espèce
Theope villai est une espèce d'insectes lépidoptères de la famille des Riodinidae et du genre Theope.

## Systématique
Theope bacenis a été décrit par Schaus en 1890 au Mexique près de Veracruz. Puis sous le nom de Theope mania par Godman et Salvin en 1897 (Mexique,  État de Nayarit) et Theope eleutho Godman et Salvin, 1897 (Panama).

## Description
Theope bacenis est un papillon aux ailes antérieures à l'apex pointu, au  dessus bleu et marron à noir violacé. Aux ailes antérieures la plage bleu est limitée à la base et à une large bande au bord interne, la partie externe et la partie costale sont marron à noir violacé. Les ailes postérieures sont bleu avec juste une bordure costale violacée.
Le revers est de couleur ocre avec aux ailes postérieures une ligne submarginale de points marron cernés de clair peu visible.

## Biologie

### Plantes hôtes
Les plantes hôtes de sa chenille sont des Inga.

## Écologie et distribution
Theope bacenis est présent à Panama et au Mexique.

### Protection
Pas de statut de protection particulier.